# Ketyl

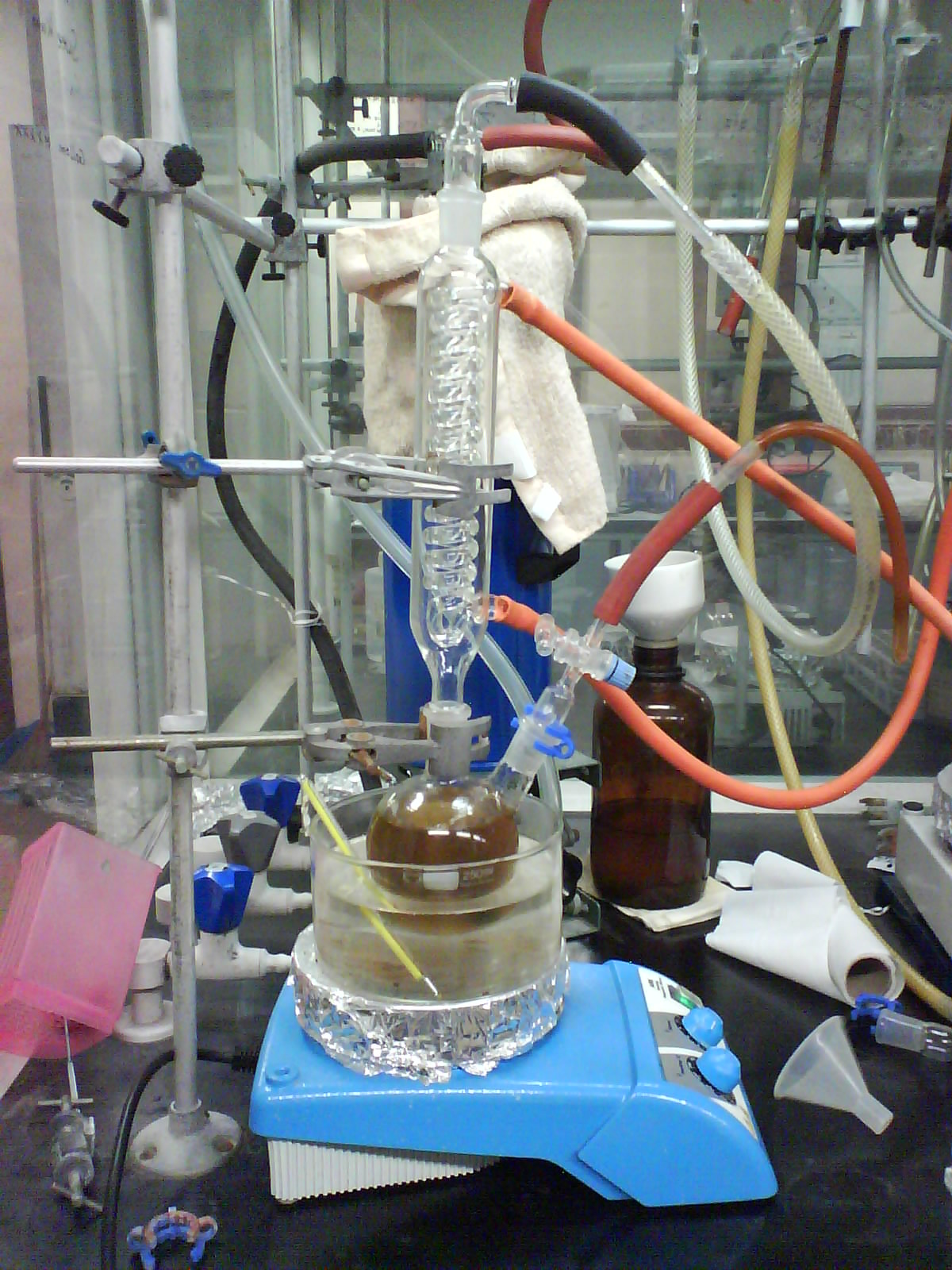
Toluen je refluxován benzofenonem a sodíkem, který vysušuje a deoxygenuje.

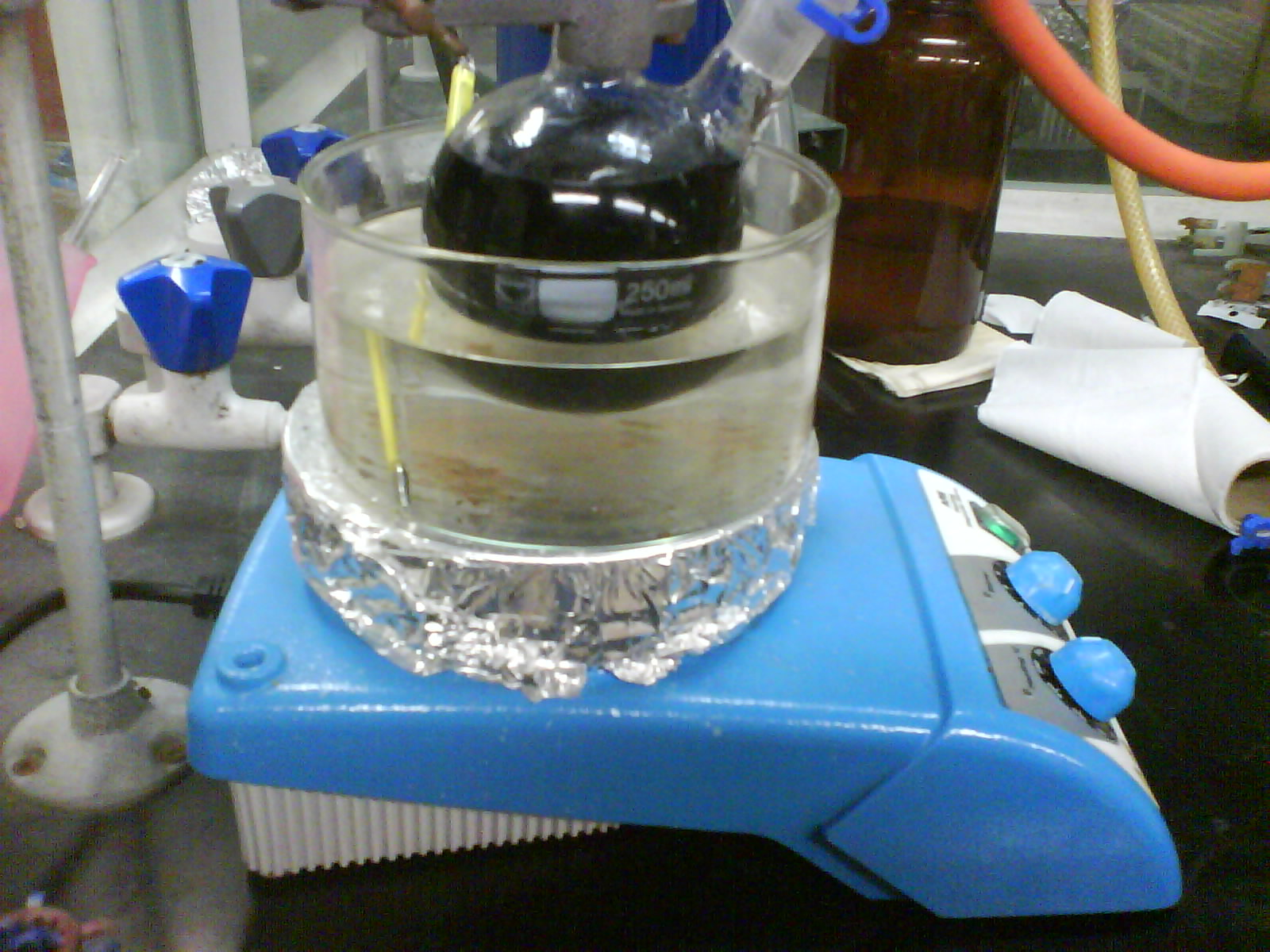
Tmavě modré zbarvení benzofenonketylového radikálu ukazuje, že toluen neobsahuje vodu ani kyslík.

Ketyl je funkční skupina v organické chemii tvořená aniontovým radikálem s obecným vzorcem R2C−O•. Jedná se o produkt jednoelektronové redukce ketonu.
Existuje i jiná rezonanční struktura, která má radikál na uhlíku a záporný náboj na kyslíku.
Ketyly lze připravit jako radikálové anionty jednoelektronovou redukcí karbonylových sloučenin alkalickými kovy. Sodík a draslík redukují benzofenon rozpuštěný v tetrahydrofuranu (THF) na rozpustný ketylový radikál.

## Reakce

### S vodou
Ketylové radikály vzniklé reakcí sodíku s benzofenonem se používají v laboratořích jako vysoušedla. Ketyly prudce reagují s vodou a kyslíkem, takže tmavě fialové zbarvení naznačuje nepřítomnost vody a kyslíku. Tento postup, přestože je oblíbený v některých laboratořích, je z hlediska účinnosti a bezpečnosti méně výhodný než použití molekulových sít.

### S kyslíkem
Sodné benzofenonové ketyly reagují s kyslíkem za vzniku benzoanu a fenoxidu sodného.

### Redukční vlastnosti
Draselný benzofenonový ketyl se používá jako redukční činidlo při přípravě organických sloučenin železa.